# Norman Pritchard
Norman Pritchard  (23 de junio de 1877 – 31 de octubre de 1929) fue un atleta y actor británico nacido en la India, que llegó a ser una estrella de Hollywood y Broadway.

## Biografía
Su nombre completo era Norman Gilbert Pritchard, aunque también fue conocido como Norman Trevor. Nacido en Calcuta, India, era de ascendencia británica, siendo sus padres George Petersen Pritchard y Helen Maynard Pritchard. Estudió en el Saint Xaviers College de Calcuta, y a partir de 1905 vivió de manera permanente en Inglaterra.

## Deportistas profesional
Pritchard fue el primer atleta de la India en participar en los Juegos Olímpicos, y también fue el primer representante de una nación asiática en ganar una medalla olímpica. Ganó dos medallas de plata en los Juegos Olímpicos de París 1900, una en la carrera de 200 metros lisos, ganada por John Tewksbury, y otra en la de 200 metros vallas, ganada por el legendario Alvin Kraenzlein. Además, Pritchard alcanzó la final de los 110 metros vallas, en la cual fue quinto.
En 2005 la Asociación Internacional de Federaciones de Atletismo publicaba las estadísticas oficiales de los Juegos Olímpicos de Atenas 2004. En la sección histórica se afirmaba que Pritchard había competido en 1900 con Gran Bretaña, según las investigaciones de historidores olímpicos. Sin embargo, el Comité Olímpico Internacional sostenía que Pritchard había competido para la India, y que sus dos medallas pertenecían a dicho país.
Pritchard ganó el título de 100 yardas de la provincia de Bengala en siete años consecutivos entre 1894 y 1900, consiguiendo un récord en 1898-99. Así mismo ganó las carreras de 440 yardas y de 120 yardas vallas.[cita requerida]
También sirvió como Secretario de la Asociación India de Fútbol entre 1900 y 1902, antes de trasladarse de manera permanente a Inglaterra en 1905.[cita requerida]

## Actor
Posteriormente se trasladó a los Estados Unidos, donde se hizo actor de cine mudo con el nombre artístico de Norman Trevor. En Hollywood actuó junto a leyendas como Ronald Colman en filmes como Beau Geste (1926). Fue el padre de Clara Bow en Dancing Mothers(1926) y su último film fue Tonight at Twelve (1929). También actuó en diversas producciones teatrales en Broadway.
Norman Pritchard falleció en 1929 en Los Ángeles, California, a causa de una enfermedad cerebral. 